# Bimssteinfabrik
Bimssteinfabrik ist eine ehemalige Fabrik zur Herstellung von Bimssteinen sowie ein aufgegangener Wohnplatz auf der Gemarkung des Werbacher Ortsteils Gamburg im Main-Tauber-Kreis im Nordosten Baden-Württembergs.

## Geographie
Der Wohnplatz Bimssteinfabrik befindet sich im Maisenbachtal etwas oberhalb der alten Post und der Dorfmühle. Etwas unterhalb der Dorfmühle mündet der Maisenbach von links in die Tauber.

## Geschichte

### Gründung der Bimssteinfabrik und Umbau einer alten Mühle
Die Bimssteinfabrik wurde bereits im Jahre 1884 gegründet. Es handelte sich ursprünglich um eine Ölmühle mit der auch eine Sägemühle verbunden war.
Im Jahre 1897 baute Hermann Volk in der Ölmühle einen Brennofen zur Herstellung von Bimssteinen ein, wodurch er diese zu einer Sandmühle umwandelte. In der Folge errichtete Volk ein großes Brennhaus mit insgesamt drei Brennöfen und großen Trockenräumen sowie ein Wohnhaus mit Verwaltungsgebäude. Ein bereits vorhandener Pferdestall mit Scheune und Schuppen wurden von Volk daneben erneuert. Die letzten Pferde wurden bis 1950 genutzt. Das alte Wasserrad wurde von Volk durch eine Turbine ersetzt.

### Aufstieg und Niedergang der Bimssteinfabrik

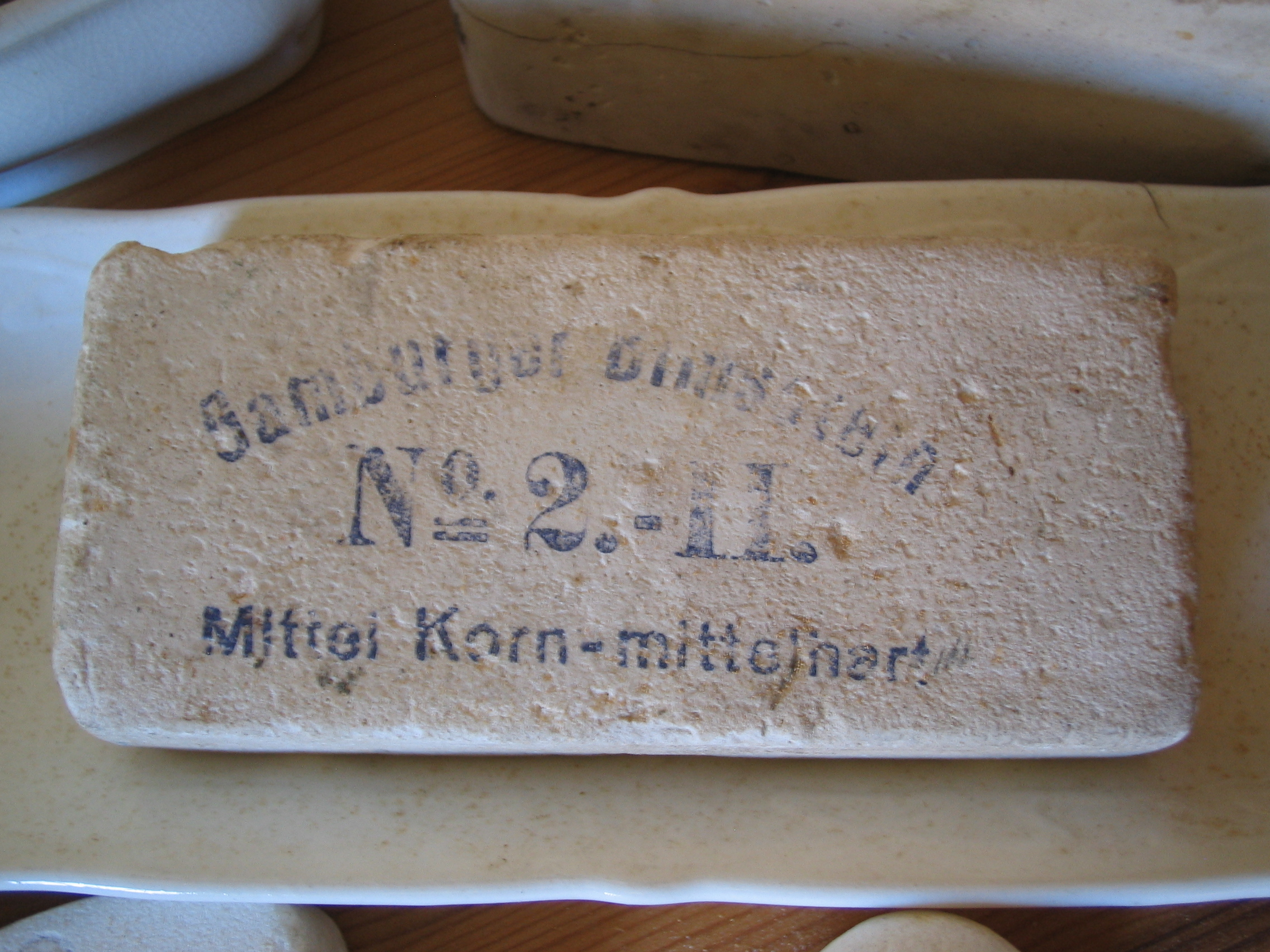
Gamburger Bimsstein No. 2 aus der Bimssteinfabrik Gamburg

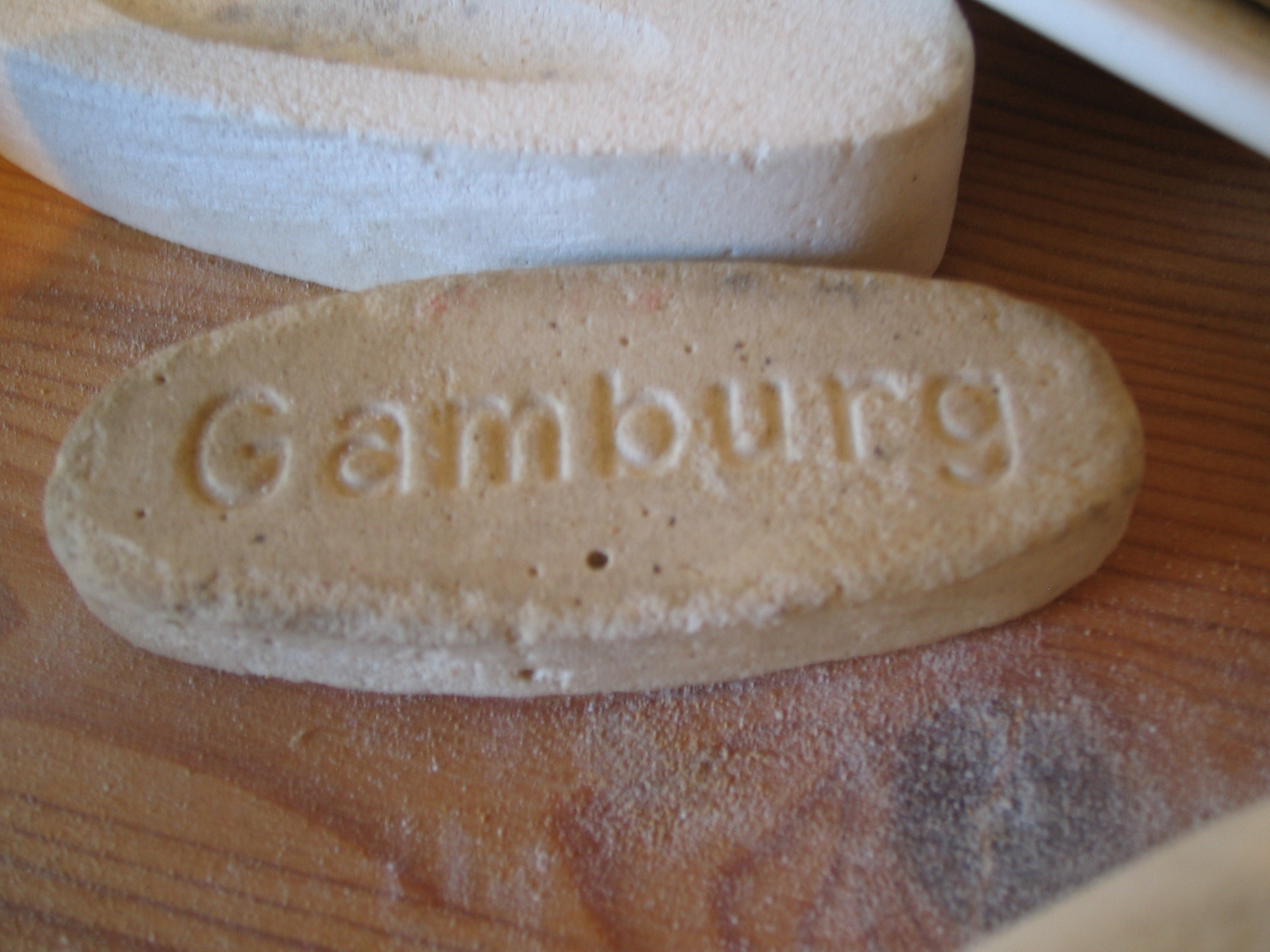
Gamburger Bimsstein zur Hornhautentfernung

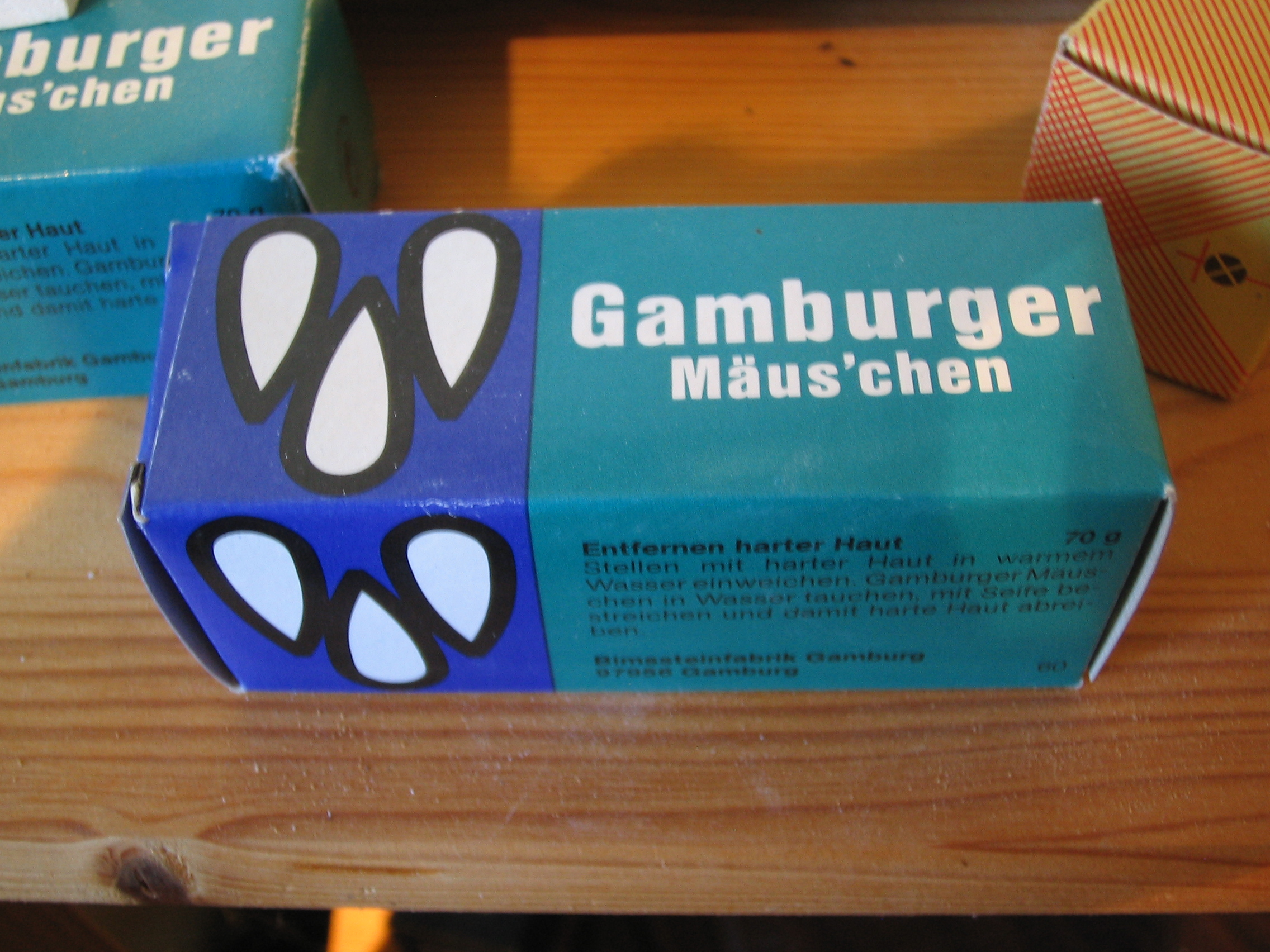
Verpackung des Gamburger Mäuschens

Der für die Bimssteinproduktion benötigte weiße Quarzsand wurde mit Eisenbahnwagen aus dem Jagsttal bis zum Bahnhof Gamburg geliefert. Das ebenfalls benötigte Kaolin wurde ebenfalls mit der Eisenbahn aus der Oberpfalz geliefert. Mit Einstellung des Güterverkehrs beim Bahnhof Gamburg wurde das Material per Stückgut-Lkw aus Heilbronn ins Werk geliefert.
Die aus Gamburg stammenden Bimssteine, die auch „Gamburger Mäuschen“ genannt wurden, erreichten Bekanntheit über Deutschland hinaus. Sie wurden insbesondere als Hygieneartikel gegen Hornhaut oder schmutzige Hände verwendet. In der Blütezeit machte die Bimssteinfabrik Reklame in zehn Sprachen. Weitere Produkte der Bimssteinfabrik waren Großbimssteine zum Schleifen und Polieren für die metallverarbeitende Industrie, Radiersteine für das graphische Gewerbe, Bimssteinmehl als Putz- und Scheuermittel sowie als Rohstoff für Schlämmkreideprodukte.
Die Geschäftsleitung der Fabrik lag zuletzt in Heilbronn. Im Jahre 2002 musste die seit dem Jahre 1857 ununterbrochen durch die Familie Volk betriebene Fabrik schließen.
Die nach wie vor bewohnten Häuser der ehemaligen Bimssteinfabrik werden mittlerweile nicht mehr als eigenständiger Wohnplatz geführt und gelten als im angrenzenden Ort aufgegangen. Alle technischen Geräte sind mittlerweile ausgebaut und einige Gebäude und Gebäudeteile abgerissen. Das Wohnhaus ist das einzige bewohnte Gebäude auf dem Areal.
Der Wohnplatz kam als Teil der ehemals selbstständigen Gemeinde Gamburg am 1. Januar 1975 zur Gemeinde Werbach.

## Kultur und Sehenswürdigkeiten
Kulturdenkmale des Wohnplatzes Bimssteinfabrik sind in der Liste der Kulturdenkmale in Gamburg aufgeführt.

## Verkehr
Der Wohnplatz Bimssteinfabrik liegt an der Maisenbachstraße.